# Петро Павло Орос
Петро Павло Орос (14 липня 1917, с. Бірі, Угорщина — 27 серпня 1953, Заріччя) — український греко-католицький священник Мукачівської єпархії, мученик. Слуга Божий.
19 грудня 1944 р. Петро Орос за свідченням о. Стефана Бендаса, таємно висвячений владикою Теодором Ромжею на єпископа Мукачівської греко-католицької єпархії.

## Біографія
Слуга Божий Петро Орос народився 14 липня 1917 р. у с. Бірі (Угорщина) в сім'ї греко-католицького священника. Втративши батька в 1919 році разом із братом Іваном та мамою, переїхали в с. Березники Свалявського району, де проживав дідусь, отець Кирило Раковський.
У 1921 році родина Оросів переїхала в Керецьки. В 1926 році, маючи 9 років Петро Орос залишився круглим сиротою — померла мати. Невдовзі Петра забрала на виховання родина о. Сабова із Скотарського.
У 1937 році Петро закінчив гімназію у Хусті і цього ж року вступив до Хустської Духовної семінарії, яку успішно закінчив у 1941 році. Ще в період навчання вирізнявся великою любов'ю та співчуттям до людей.
28 червня 1942 р. прийняв ієрейські свячення. Свою душпастирську діяльність розпочав сотрудником у с. Великі Ком'яти Виноградівського р-ну.
19 грудня 1944 р., за свідченням о. Стефана Бендаса, Владика Теодор Ромжа передбачаючи наступні утиски з боку Радянської влади та розуміючи необхідність переходу єпархії у підпілля, в якому може загинути й сам, таємно висвятив Петра Ороса на єпископа.
1946 р. призначений на вільну парохію у с. Білки Іршавського р-ну.

### Підпільне служіння, переслідування
У 1948 р. місцеві органи влади вдаються до різних методів впливу, щоб схилити о. Петра на перехід до російського православ'я. Йому, як і всім іншим священникам, які не поступилися своїми переконаннями, заборонили виконувати душпастирську працю. Але він залишився вірним своєму покликанню, продовжував підпільно зі своїми олтарними братами оо. Іваном Маргітичем, Іваном Романом та Іваном Ченгері таємно обслуговувати греко-католицьких вірників Іршавщини й Виноградівщини.
Непокірність священника дратувала можновладців. На початку 1953 р. його заарештували й відправили до Ужгорода, у слідчий ізолятор КДБ, де він перебував під арештом понад два тижні. Влітку 1953 р. поблизу Імстичівського мосту міліціонер намагався заарештувати отця Петра, але йому пощастило зникнути між верболозом. Повертаючись з Імстичівського монастиря, в якому підпільно відправив Службу Божу, біля мосту на річці Боржаві, вперше пролунали за ним два постріли. Та цього разу мимо. У постійній небезпеці, без відпочинку, сну та надійного притулку для отця Петра наближався трагічний день мученицької смерті.

### Вбивство Петра Ороса
Напередодні празника Успіння Пресвятої Богородиці, 27 серпня 1953 р., в с. Великі Ком'яти він відслужив велелюдну Святу Літургію, сповідав, причащав. Того самого дня вирушив пішки на залізничну станцію в с. Сільце. Тут його заарештував міліціонер і повів у напрямку с. Заріччя. Поблизу хреста пролунали два постріли — о. Петра було вбито. Тіло розстріляного відвезли до моргу Іршавської лікарні, через кілька днів потай від людей закопали між терням поблизу с. Кам'янське Іршавського р-ну. Пізніше останки відкопали працівники міліції та КДБ і вивезли в напрямку Іршави.

#### Свідчення
Перед святом Успення Пресвятої Богородиці у Ком'ятських горах зібралося багато вірників: о. Петро сповідав, служив св. Літургію. Люди, які охороняли священника, помітили, що на сповідь до нього зайшла підозріла особа. Отець Петро напевно відчував, що йому загрожує небезпека. Вирішили розходитися лише над ранок і йти на станцію до Сільця. Священника супроводжувала Катерина Станко. Коли вона пішла купити квиток на поїзд (о. Петро тим часом чекав її у тамборі товарного вагона), на станцію прийшов міліціонер Повшік з села Богаревиця. «Де він?» — спитав у Станко. Жінка відповіла: «Не знаю». Тоді міліціонер підійшов до стрілочника Кепича, який показав йому, де знаходиться о. Петро. Обох, о. Петра і Катерину Станко, міліціонер повів у напрямі Заріччя. Поблизу придорожного хреста (він по сьогодні там), о. Петро звернувся до міліціонера із словами: — «Будьте добрі, відпустіть мене». У відповідь почув: — «Молися, бо тобі кінець».
О. Петро, ставши на коліна, спожив Найсвятійшу Євхаристію, що мав при собі. Пролунали два постріли ззаду, і смертельно поранений священник упав на землю. Куля пройшла через підборідок. Жінка побігла до найближчої хати і підняла людей. Підійшов і голова сільради. Він обурився вчинком міліціонера, а той йому у відповідь: «Мовчи, бо і з тобою так зроблю». Міліціонер-вбивця хвалився згодом приятелям, що одержав за вбивство 500 карбованців.

### Поневіряння після смерті
39 років місце поховання отця Петра зберігалось у найсуворішій таємниці. Тільки після легалізації Греко-католицької Церкви знайшлися очевидці, які під присягою розказали правдиву історію тих трагічних днів. 28 липня 1992 р. колишній начальник КПЗ Іршавського РВВС згодився дати свідчення і показав міліцейський гараж, де було закопане тіло. Після ексгумації і проведеної експертизи 23 серпня 1992 р. відбулося перепоховання тлінних останків отця Петра Ороса зі всіми почестями, які належать його сану. Наступного дня відбувся архієрейський похорон. Мощі поклали у каплиці поблизу церкви у с. Білки.

### Процес беатифікації
Мученицька смерть отця Петра Ороса була вінцем його повного чеснот і святості життя, нагородою відданої душпастирської роботи. Вірники глибоко поважали і від усього серця любили свого духовного отця, який у важкі часи переслідувань був із ними, був їх потіхою, добрим і дбайливим пастирем. Він своїм життям підтвердив слова Спасителя: «Добрий пастир душу свою віддає за вівці».
В Мукачівській єпархії діє комісія: Постуляційний процес беатифікації слуг Божих владики Олександра Хіри, Петра Павла Ороса та інших мучеників Мукачівської єпархії ХХ ст.
І в теперішній час продовжується збір документів та фіксування документальних тверджень свідків репресій священників та вірних Мукачівської єпархії, які в подальшому будуть подані в Апостольську столицю для розгляду та беатифікації.
5 серпня 2022 року Апостольська Столиця визнала мучеництво Слуги Божого отця Петра Павла Ороса, що стало ще одним кроком у процесі його беатифікації.
Беатифікація священномученика о.Петра Ороса була запланована на 3 травня 2025 року, однак у зв’язку з кончиною Папи Франциска 21 квітня її було відкладено.
22 липня 2025 року стало відомо, що Ватикан повторно оголосив дату беатифікації о. Петра Ороса. Вона призначена на 27 вересня 2025 року. Урочисту Божественну Літургію очолить кардинал Гжегож Рись, архиєпископ Лодзький (Польща), він буде Папським легатом і  виголосить декрет про зарахування отця Петра Павла Ороса до лику блаженних Католицької Церкви від імені Папи Лева XIV.